# تصفيات كأس العالم للسيدات 2011 – UEFA الأدوار الإقسائية
التصفيات كأس العالم لكرة القدم للسيدات 2011 – UEFA الأدوار الإقسائية هي عباراة عن مباريات تتكون من نظام ذهاب وإياب تحدد أربعة منتخبات أوروبية سوف تتأهل إلى بطولة كأس العالم لكرة القدم للسيدات 2011. وإنها تنطوي على ثمانية أبطال من المجموعات التي تتألف منها التصفيات الأوروبية.

## الطريقة
الملحق يتألف من قسمين.
القسم الأول هو التأهل مباشراً إلى نهائيات كأس العالم لكرة القدم للسيدات 2011. يتم إقران أبطال المجموعات الثماني مع بعضهم البعض إلى أربعة مباريات - الفائز من كل مباراة يتاهل إلى كأس العالم لكرة القدم للسيدات 2011 في ألمانيا.
القسم الثاني هو الملحق المؤهل بين منتخب أوروبي ومنتخب آخر من قارة أمريكا الشمالية. الأربعة الخاسرين من التأهل المباشر يتم إقراعهم للعب مبارتين ذهاب وإياب، الفائز من هذا دور يتأهل لملاقاة منتخب من قارة أمريكا الشمالية للحصول على بطاقة خامسة في نهائيات كأس العالم.

## التصفيات والتوزيع
المنتخبات الثمانية الفائزة بمجموعات التصفيات الأوروبية تأهلوا إلى الدور الإقسائي. قرعة الدور الإقسائي وسوف يكون مصنف وفقا لنتائج هذه التصفيات وبطولة أمم أوروبا للسيدات 2009.
| معنى الألوان      |
| ----------------- |
| منتخبات مصنفة     |
| منتخبات غير مصنفة |

| المجموعة | المنتخب  | معامل التصنيف |
| -------- | -------- | ------------- |
| 8        | السويد   | 2.875         |
| 1        | فرنسا    | 2.833         |
| 2        | النرويج  | 2.750         |
| 5        | إنجلترا  | 2.625         |
| 3        | الدنمارك | 2.563         |
| 7        | إيطاليا  | 2.500         |
| 4        | أوكرانيا | 2.250         |
| 6        | سويسرا   | 2.000         |

## التأهل المباشر
الاربعة الفائزين سوف يتأهلون إلى كأس العالم لكرة القدم للسيدات 2011 في ألمانيا. القرعة أجريت في 30 أغسطس 2010. المباريات من المقرر أن تلعب في 11-12 سبتمبر و 15-16 سبتمبر.

### المباريات
| فرنسا | 0 – 0 | إيطاليا |
| ----- | ----- | ------- |
|       | تقرير |         |

| إيطاليا                       | 2 – 3 | فرنسا                                      |
| ----------------------------- | ----- | ------------------------------------------ |
| بانيتشو 34' · دومينشيتي 3+90' | تقرير | بوساغليا 54' · ثيناي 58' · بومباستور 2+90' |

فاز منتخب فرنسا 3-2 في مجموع المباراتين وتأهل إلى بطولة كأس العالم. إيطاليا تعبر إلى الجولة الثانية.
| إنجلترا                  | 2 – 0 | سويسرا |
| ------------------------ | ----- | ------ |
| ويليامز 44' · سميث 45+2' | تقرير |        |

| سويسرا                   | 2 – 3 | إنجلترا                                               |
| ------------------------ | ----- | ----------------------------------------------------- |
| باخمان 41' · زومبوهل 65' | تقرير | سميث 32' · إنيولا ألوكو 34' · ويليامز 50' (ركلة جزاء) |

فاز منتخب إنجلترا 5-2 في مجموع المباراتين وتأهل إلى بطولة كأس العالم. سويسرا تعبر إلى الجولة الثانية.
| أوكرانيا | 0 – 1 | النرويج    |
| -------- | ----- | ---------- |
|          | تقرير | مييلده 32' |

| النرويج                    | 2 – 0 | أوكرانيا |
| -------------------------- | ----- | -------- |
| بيدرسن 6' · جولبراندسن 86' | تقرير |          |

فاز منتخب النرويج 3-0 في مجموع المباراتين وتأهل إلى بطولة كأس العالم. أوكرانيا تعبر إلى الجولة الثانية.
| السويد                   | 2 – 1 | الدنمارك          |
| ------------------------ | ----- | ----------------- |
| فورسبيرغ 12' · شخلين 61' | تقرير | بوسكا سورينسن 64' |

| الدنمارك                         | 2 – 2 (و.إ) | السويد          |
| -------------------------------- | ----------- | --------------- |
| راسموسين 41' · بوسكا سورينسن 43' | تقرير       | روهلين 73'، 94' |

فاز منتخب السويد 4-3 في مجموع المباراتين وتأهل إلى بطولة كأس العالم. الدنمارك تعبر إلى الجولة الثانية.

## التأهل عن طريق الملحق
The four losing teams from the qualification play-offs will play-off for the right to play against the third-placed CONCACAF nation for a place in the World Cup finals.
The first round of repechage ties will be played on 2 and 6 October and the second round on 23 and 27 October.

### Knock-out map
|  | Repechage I | Repechage I | Repechage I | Repechage I | Repechage I |  |  | Repechage II | Repechage II | Repechage II | Repechage II | Repechage II |  |
|  |             |             |             |             |             |  |  |              |              |              |              |              |  |
|  | 1           | الدنمارك    |             |             |             |  |  |              |              |              |              |              |  |
|  | 1           | الدنمارك    |             |             |             |  |  |              |              |              |              |              |  |
|  | 4           | سويسرا      |             |             |             |  |  |              |              |              |              |              |  |
|  | 4           | سويسرا      |             |             |             |  |  |              |              |              |              |              |  |
|  |             |             |             |             |             |  |  |              |              |              |              |              |  |
|  |             |             |             |             |             |  |  |              |              |              |              |              |  |
|  | 3           | أوكرانيا    |             |             |             |  |  |              |              |              |              |              |  |
|  | 3           | أوكرانيا    |             |             |             |  |  |              |              |              |              |              |  |
|  | 2           | إيطاليا     |             |             |             |  |  |              |              |              |              |              |  |

### Repechage I
| الدنمارك | vs | سويسرا |
| -------- | -- | ------ |
|          |    |        |

| سويسرا | vs | الدنمارك |
| ------ | -- | -------- |
|        |    |          |

Winner advances to second round of repechage qualification.
| أوكرانيا | vs | إيطاليا |
| -------- | -- | ------- |
|          |    |         |

| إيطاليا | vs | أوكرانيا |
| ------- | -- | -------- |
|         |    |          |

Winner advances to second round of repechage qualification.

### Repechage II
| Denmark/Switzerland | vs | Ukraine/Italy |
| ------------------- | -- | ------------- |
|                     |    |               |

| Ukraine/Italy | vs | Denmark/Switzerland |
| ------------- | -- | ------------------- |
|               |    |                     |

Winner advances to the UEFA-CONCACAF play-off.